# Moussonia viminalis
Moussonia viminalis är en tvåhjärtbladig växtart som först beskrevs av Townshend Stith Brandegee, och fick sitt nu gällande namn av Wiehler. Moussonia viminalis ingår i släktet Moussonia och familjen Gesneriaceae. Inga underarter finns listade i Catalogue of Life.